# Glicerolo 2-deidrogenasi (NADP+)
La glicerolo 2-deidrogenasi (NADP+) è un enzima appartenente alla classe delle ossidoreduttasi, che catalizza la seguente reazione:
glicerolo + NADP+ ⇄ glicerone + NADPH + H+